# Məcid Kərimov
Məcid Zahid oğlu Kərimov (geboren am 16. Dezember 1958 in Baku, Aserbaidschanische SSR) ist ein aserbaidschanischer Politiker und Wissenschaftler.

## Leben
Məcid Kərimov schloss 1980 sein Studium am Aserbaidschanischen Staatlichen Institut der Öl- und Chemie ab und arbeitete bis 1989 in unterschiedlichen Bereichen des Öl- und Gas-Engineerings. Von 1989 bis 1999 war er in verschiedenen Positionen bei der staatlichen Ölgesellschaft von Aserbaidschan (SOCAR) tätig. Anschließend war er für zwei Jahre Direktor in deren Forschungs- und Projektierungsinstitut GosNIPI „Gipromorneftegas“.
Von 2001 bis 2004 war Kərimov aserbaidschanischer Minister für Treibstoff und Energie. 2001 wurde er durch den aserbaidschanischen Präsidenten zum Vorsitzenden einer staatlichen Kommission für die Realisierung von vier wichtigen internationalen Projekten (Azəri-Çıraq-Günəşli-Ölfelder, Schah Denis, Baku-Tiflis-Ceyhan-Pipeline, Baku-Tiflis-Erzurum-Gaspipeline) ernannt. Anschließend war er bis 2005 Industrie- und Energetikminister.
2005 wurde er Präsident des staatlichen Konzerns Aserchemie. Von 2006 bis 2010 war er Parlamentsabgeordneter in der Milli Məclis.
Kərimov leitete Projekte für die Erschließung von Öl- und Gasfeldern, der Wandlung sowie des Transports vom Erdöl und Erdgas, der Produktion von chemischen und petrolchemisch erzeugten Produkten und für den Einsatz von alternativen Energiequellen. Als Regierungsmitglied nahm Kərimov an verschiedenen internationalen Konferenzen (z. B. in Russland) teil. 2005 hatte er den Vorsitz der internationalen Erdöl-Gas-Konferenz, welche traditionell in Baku stattfindet. 2008 erhielt er die Auszeichnung Verdienter Wissenschaftler der Republik Aserbaidschan verliehen.
Er ist verheiratet und Vater von zwei Kindern.

## Einzelbelege
1. ↑  Country Report: Azerbaijan. The Unit, 2001 (google.de [abgerufen am 13. Dezember 2017]).
2. ↑  Məcid Zahid oğlu Kərimov ernannt zum Minister für Treibstoff und Energie. Abgerufen am 10. Dezember 2017.
3. ↑  Taylor & Francis Group: Europa World Year. Taylor & Francis, 2004, ISBN 978-1-85743-254-1 (google.de [abgerufen am 13. Dezember 2017]).
4. ↑  9.4 BP Current Developments - Six Major Contracts Signed for ACG - by Tamam Bayatly. Abgerufen am 10. Dezember 2017.
5. ↑  Azerbaijan President Heydar Aliyev and Georgia President Eduard Shevardnadze were joined in the signing by Minister of Fuel and Energy of Azerbaijan Majid Karimov and the president of the Georgian International Oil Co. Georgi Chanturia. Abgerufen am 10. Dezember 2017.
6. ↑  Aiyars dream of bringing crude from Caspian will be fulfilled by year-end. In: The Financial Express. (financialexpress.com [abgerufen am 10. Dezember 2017]).
7. ↑  Majid Zahid oglu Karimov wurde zum Minister für Industrie und Energie der Republik Aserbaidschan ernannt. Abgerufen am 10. Dezember 2017.
8. ↑  Majid Karimov appointed President of Azerkimya State Concern. In: Trend.Az. 9. Dezember 2005 (trend.az [abgerufen am 10. Dezember 2017]).
9. ↑  Die Abgeordnete vom III. Milli Məclis. Abgerufen am 10. Dezember 2017.
10. ↑  New Chemical Complex of Azerbaijan Estimated at USD 6 Billion - Oreanda-News. Abgerufen am 10. Dezember 2017.
11. ↑  Iran to extend $75 million loan to Azerbaijan. Abgerufen am 10. Dezember 2017.
12. ↑  AZERBAIJAN AND RUSSIA SUCCESSFULLY COOPERATE IN THE FIELD OF FUEL AND ENERGY COMPLEX. (azertag.az [abgerufen am 10. Dezember 2017]).
13. ↑  XII International Oil-Gas Conference started in Baku. (today.az [abgerufen am 10. Dezember 2017]).
14. ↑  APA: Azerbaijan’s President issues order to confer honorary titles on Yasif Nasirov and Majid Karimov. Abgerufen am 10. Dezember 2017.

| Personendaten    | Personendaten                                     |
| ---------------- | ------------------------------------------------- |
| NAME             | Kərimov, Məcid                                    |
| ALTERNATIVNAMEN  | Kərimov, Məcid Zahid oğlu (vollständiger Name)    |
| KURZBESCHREIBUNG | aserbaidschanischer Politiker und Wissenschaftler |
| GEBURTSDATUM     | 16. Dezember 1958                                 |
| GEBURTSORT       | Baku, Aserbaidschanische SSR                      |